# Kenneth Chenault
Kenneth Irvine Chenault, jur.dr., (franskt uttal: [ʃeno]), född 2 juni 1951, är en amerikansk företagsledare som är både styrelseordförande och vd för den amerikanska kreditkortsföretaget American Express Company sedan 2001. Han var president för koncernen mellan 1997 och 2001.
Chenault sitter också i styrelserna för Facebook (2018–), International Business Machines Corporation (IBM) (1998–), The Procter & Gamble Company (2008–) och Business Roundtable.
Den 19 december 2012 rapporterades det om att Chenault blev tillfrågad om att efterträda Timothy Geithner som USA:s finansminister för presidenten Barack Obama:s andra mandatperiod. Den 10 januari 2013 blev det klart att Chenault inte kom att bli efterträdaren när president Barack Obama utsåg Vita huset stabschef Jacob Lew som ny finansminister.